# Persone di nome Christian/Calciatori
| Questa pagina contiene informazioni ricavate automaticamente dalle voci biografiche con l'ausilio del template Bio e di un bot. L'aggiornamento è periodico e automatico e ricostruisce completamente la pagina. Se manca una persona in questa lista, sei pregato di non aggiungerla, ma accertati piuttosto che la sua voce biografica contenga il template Bio e che i dati anagrafici siano correttamente compilati. Se il template Bio manca, inseriscilo tu stesso o, in alternativa, metti l'avviso {{tmp\|Bio}} che ne segnala la mancanza. Se i dati riportati sono sbagliati, correggi direttamente la voce biografica; le modifiche saranno visibili in questa lista entro pochi giorni. Per chiarimenti vedi il progetto antroponimi. La lista contiene solo le 199 persone che sono citate nell'enciclopedia e per le quali è stato implementato correttamente il template Bio. Pagina aggiornata al 16 ott 2024. |

Questa è una lista di persone presenti nell'enciclopedia che hanno il nome Christian e sono calciatori.

## A(12)
- Christian Neiva Afonso, calciatore portoghese (Vila Chã, n. 1994)
- Christian Alemán, calciatore ecuadoriano (Guayaquil, n. 1996)
- Christian Alfonso, calciatore spagnolo (Barcellona, n. 1989)
- Christian Almeida, calciatore uruguaiano (Montevideo, n. 1989)
- Christian Altamirano, calciatore honduregno (San Pedro Sula, n. 1989)
- Christian Alverdi, ex calciatore lussemburghese (n. 1973)
- Christian Andersen, ex calciatore danese (Glostrup, n. 1944)
- Christian Annan, calciatore ghanese (Accra, n. 1978)
- Christian Araboni, ex calciatore italiano (Palmanova, n. 1979)
- Leonel Ateba, calciatore camerunese (Douala, n. 1999)
- Christian Atsu, calciatore ghanese (Accra, n. 1992 - Antiochia, † 2023)
- Christian Roberto Alves Cardoso, calciatore brasiliano (Curitiba, n. 2000)

## B(15)
- Chris Bachofner, ex calciatore olandese (Amsterdam, n. 1947)
- Christian Bannis, calciatore danese (n. 1992)
- Christian Baptiste, ex calciatore trinidadiano (Carenage, n. 1980)
- Christian Bassila, ex calciatore francese (Parigi, n. 1977)
- Christian Bekamenga, calciatore camerunese (Yaoundé, n. 1986)
- Christian Benteke, calciatore congolese (Repubblica Democratica del Congo) (Kinshasa, n. 1990)
- Christian Berg, ex calciatore norvegese (Bodø, n. 1978)
- Christian Bernardi, calciatore argentino (Córdoba, n. 1990)
- Christian Bolaños, ex calciatore costaricano (Hatillo, n. 1984)
- Christian Bouckenooghe, ex calciatore neozelandese (Rumbeke, n. 1977)
- Christian Bravo, calciatore cileno (Iquique, n. 1993)
- Christian Brink, calciatore norvegese (Stord, n. 1983)
- Christian Brüls, calciatore belga (Malmedy, n. 1988)
- Christian Burgess, calciatore inglese (Londra, n. 1991)
- Christian Bwamy, ex calciatore keniota (Nairobi, n. 1989)

## C(10)
- Christian Callejas, ex calciatore uruguaiano (Montevideo, n. 1978)
- Christian Capone, calciatore italiano (Vigevano, n. 1999)
- Christian Caruana, ex calciatore maltese (n. 1986)
- Christian Castillo, ex calciatore salvadoregno (San Salvador, n. 1984)
- Christian Cellay, ex calciatore argentino (Buenos Aires, n. 1981)
- Christian Chimino, calciatore argentino (Luján, n. 1988)
- Christian Corrêa Dionísio, ex calciatore brasiliano (Porto Alegre, n. 1975)
- Christian Clemens, ex calciatore tedesco (Colonia, n. 1991)
- Christian Cruz, calciatore ecuadoriano (Guayaquil, n. 1992)
- Christian Cueva, calciatore peruviano (Trujillo, n. 1991)

## D(11)
- Christian Borchgrevink, calciatore norvegese (Oslo, n. 1999)
- Christian D'Urso, calciatore italiano (Rieti, n. 1997)
- Christian Dailly, ex calciatore scozzese (Dundee, n. 1973)
- Christian Dalger, calciatore e allenatore di calcio francese (Nîmes, n. 1949 - † 2023)
- Christian Dalle Mura, calciatore italiano (Pietrasanta, n. 2002)
- Christian Dean, ex calciatore statunitense (East Palo Alto, n. 1993)
- Christian Delachet, ex calciatore francese (Créteil, n. 1949)
- Christian Dobnik, ex calciatore austriaco (Klagenfurt, n. 1986)
- Christian Doidge, calciatore gallese (Newport, n. 1992)
- Christian da Silva Fiel, calciatore brasiliano (n. 1989)
- Christian Bermúdez, calciatore messicano (Città del Messico, n. 1987)

## E(2)
- Christian Eigler, ex calciatore tedesco (Roth, n. 1984)
- Christian Eriksen, calciatore danese (Middelfart, n. 1992)

## F(5)
- Christian Falk, ex calciatore austriaco (Hartberg, n. 1987)
- Christian Fassnacht, calciatore svizzero (Zurigo, n. 1993)
- Christian Fernández Salas, ex calciatore spagnolo (Santander, n. 1985)
- Christian Flindt-Bjerg, ex calciatore danese (Innsbruck, n. 1974)
- Christian Früchtl, calciatore tedesco (Bischofsmais, n. 2000)

## G(14)
- Christian García, calciatore andorrano (Andorra la Vella, n. 1999)
- Christian Gartner, calciatore austriaco (Kittsee, n. 1994)
- Christian Gauseth, ex calciatore norvegese (Molde, n. 1984)
- Christian Gebauer, calciatore austriaco (n. 1993)
- Christian Gentner, ex calciatore tedesco (Nürtingen, n. 1985)
- Christian Gómez, ex calciatore argentino (Buenos Aires, n. 1974)
- Christian Gomis, calciatore senegalese (Dakar, n. 1998)
- Christian Gourcuff, ex calciatore e allenatore di calcio francese (Hanvec, n. 1955)
- Christian Grindheim, ex calciatore norvegese (Haugesund, n. 1983)
- Christian Grøthan, calciatore danese (Frederiksberg, n. 1890 - Gentofte, † 1951)
- Christian Gyan, calciatore ghanese (Tema, n. 1978 - † 2021)
- Christian Gytkjær, calciatore danese (Roskilde, n. 1990)
- Christian Gómez, ex calciatore ecuadoriano (n. 1975)
- Christian Günter, calciatore tedesco (Villingen-Schwenningen, n. 1993)

## H(6)
- Christian Maicon Hening, ex calciatore brasiliano (Blumenau, n. 1978)
- Christian Haselberger, ex calciatore austriaco (Melk, n. 1989)
- Christian Hemberg, ex calciatore svedese (n. 1981)
- Christian Hochstätter, ex calciatore tedesco (Augusta, n. 1963)
- Christian Holst, calciatore faroese (Svendborg, n. 1981)
- Christian Holter, ex calciatore norvegese (n. 1972)

## I(3)
- Christian Ibeagha, ex calciatore nigeriano (Port Harcourt, n. 1990)
- Christian Ilić, calciatore croato (Friesach, n. 1996)
- Christian Irobiso, calciatore nigeriano (Lagos, n. 1993)

## J(3)
- Christian Cappis, calciatore statunitense (Katy, n. 1999)
- Christian Høgni Jacobsen, calciatore faroese (Runavík, n. 1980)
- Christian Jakobsen, calciatore danese (Hvidovre, n. 1993)

## K(14)
- Christian Kabasele, calciatore belga (Lubumbashi, n. 1991)
- Christian Kalvenes, ex calciatore norvegese (Bergen, n. 1977)
- Christian Kanyengele, ex calciatore della Repubblica Democratica del Congo (Kisangani, n. 1976)
- Christian Karlsson, ex calciatore svedese (n. 1969)
- Christian Kinkela, calciatore della Repubblica Democratica del Congo (Kinshasa, n. 1982)
- Christian Kinsombi, calciatore tedesco (Wiesbaden, n. 1999)
- Christian Klem, ex calciatore austriaco (Graz, n. 1991)
- Christian Koffi, calciatore ivoriano (Dabou, n. 1990)
- Christian Kouakou, calciatore ivoriano (Abidjan, n. 1991)
- Christian Kouamé, calciatore ivoriano (Bingerville, n. 1997)
- Christian Kouan, calciatore ivoriano (Abidjan, n. 1999)
- Christian Kulik, ex calciatore tedesco (n. 1952)
- Christian Kum, ex calciatore olandese (Francoforte sul Meno, n. 1985)
- Christian Kühlwetter, calciatore tedesco (Bonn, n. 1996)

## L(6)
- Christian Landu Landu, calciatore norvegese (Stavanger, n. 1992)
- Christian Lara, ex calciatore ecuadoriano (Quito, n. 1980)
- Christian Larotonda, calciatore venezuelano (Caracas, n. 1999)
- Christian Latorre, calciatore uruguaiano (Montevideo, n. 1987)
- Christian Lell, ex calciatore tedesco (Monaco di Baviera, n. 1984)
- Christian Luyindama, calciatore congolese (Repubblica Democratica del Congo) (Kinshasa, n. 1994)

## M(23)
- Christian Savio, calciatore brasiliano (São João del-Rei, n. 1995)
- Christian Mafla, calciatore colombiano (Palmira, n. 1993)
- Christian Maggio, ex calciatore italiano (Montecchio Maggiore, n. 1982)
- Christian Maghoma, calciatore congolese (Repubblica Democratica del Congo) (Lubumbashi, n. 1997)
- Christian Makoun, calciatore venezuelano (Valencia, n. 2000)
- Christian Manrique, calciatore spagnolo (Móstoles, n. 1998)
- Christian Marrugo, calciatore colombiano (Cartagena de Indias, n. 1985)
- Christian Alonso Martínez Mena, calciatore costaricano (Liberia, n. 1994)
- Christian Samir Martínez, ex calciatore honduregno (La Ceiba, n. 1990)
- Christian Martínez Cedillo, ex calciatore messicano (Città del Messico, n. 1979)
- Christian Jorge Martínez, calciatore cileno (Santiago del Cile, n. 1983)
- Christian Mathenia, calciatore tedesco (Magonza, n. 1992)
- Christian Matt, ex calciatore liechtensteinese (n. 1966)
- Christian Mawissa Elebi, calciatore francese (Saint-Jean-de-Verges, n. 2005)
- Christian Mina, calciatore colombiano (Cali, n. 1997)
- Christian Morville, calciatore danese (Frederiksberg, n. 1891 - Frederiksberg, † 1942)
- Christian Moses, calciatore sierraleonese (Freetown, n. 1993)
- Christian Bassogog, calciatore camerunese (Douala, n. 1995)
- Christian Mouritsen, calciatore faroese (Tórshavn, n. 1988)
- Christian Muomaife, ex calciatore nigeriano (n. 1987)
- Christian Müller, ex calciatore tedesco (Bergheim, n. 1938)
- Christian Müller, calciatore tedesco (Berlino, n. 1984)
- Christian Müller, ex calciatore tedesco (Offenbach am Main, n. 1983)

## N(5)
- Christian Nadé, calciatore francese (Montmorency, n. 1984)
- Christian Negouai, ex calciatore francese (Fort-de-France, n. 1975)
- Christian Nerlinger, ex calciatore e dirigente sportivo tedesco (Dortmund, n. 1973)
- Christian Noboa, calciatore ecuadoriano (Guayaquil, n. 1985)
- Christian Nørgaard, calciatore danese (Copenaghen, n. 1994)

## O(8)
- Christian Obi, calciatore e giocatore di calcio a 5 nigeriano (n. 1967 - Okigwe, † 2024)
- Christian Offenberg, calciatore danese (n. 1987)
- Christian Fabrice Okoua, calciatore ivoriano (n. 1991)
- Christian Oliva, calciatore uruguaiano (Ciudad del Plata, n. 1996)
- Christian Ordoñez, calciatore argentino (Moreno, n. 2004)
- Christian Ortiz, calciatore argentino (Rosario, n. 1992)
- Christian Osaguona, calciatore nigeriano (Edo, n. 1990)
- Christian Ovelar, calciatore paraguaiano (Ciudad del Este, n. 1985)

## P(7)
- Christian Pander, ex calciatore tedesco (Münster, n. 1983)
- Christian Perez, ex calciatore francese (Marsiglia, n. 1963)
- Christian Petersen, ex calciatore norvegese (Ski, n. 1978)
- Christian Pouga, ex calciatore camerunese (Douala, n. 1986)
- Christian Puggioni, ex calciatore italiano (Genova, n. 1981)
- Christian Pulisic, calciatore statunitense (Hershey, n. 1998)
- Christian Pyagbara, calciatore nigeriano (n. 1996)

## R(12)
- Christian Myklebust, calciatore norvegese (Ålesund, n. 1992)
- Christian Ramirez, calciatore statunitense (Santa Ana, n. 1991)
- Christian Ramos, calciatore peruviano (Lima, n. 1988)
- Christian Ramsebner, calciatore austriaco (Kirchdorf an der Krems, n. 1989)
- Christian Rasmussen, calciatore danese (Kongens Lyngby, n. 2003)
- Christian Ribeiro, ex calciatore gallese (Neath, n. 1989)
- Christian Riganò, ex calciatore italiano (Lipari, n. 1974)
- Christian Rivas, calciatore venezuelano (Mérida, n. 1997)
- Christian Rivera, calciatore colombiano (Cali, n. 1996)
- Christian Rivera, calciatore spagnolo (Gijón, n. 1997)
- Koffi Ndri Romaric, ex calciatore ivoriano (Abidjan, n. 1983)
- Christian Rontini, calciatore italiano (Bagno a Ripoli, n. 1999)

## S(25)
- Christian Saba, ex calciatore ghanese (Accra, n. 1978)
- Christian Samba, ex calciatore della Repubblica del Congo (Brazzaville, n. 1971)
- Christian Santos, calciatore venezuelano (Puerto Ordaz, n. 1988)
- Christian Scalzo, ex calciatore italiano (Milano, n. 1972)
- Christian Schilling, calciatore tedesco (n. 1879 - † 1955)
- Christian Schilling, calciatore austriaco (Graz, n. 1992)
- Christian Schlauri, ex calciatore svizzero (Basilea, n. 1985)
- Christian Schmidt, calciatore tedesco (n. 1888 - † 1917)
- Christian Schneuwly, ex calciatore svizzero (Wünnewil-Flamatt, n. 1988)
- Christian Schoissengeyr, calciatore austriaco (Concepción de la Vega, n. 1994)
- Christian Schreier, ex calciatore e allenatore di calcio tedesco (Castrop-Rauxel, n. 1959)
- Christian Schulz, ex calciatore tedesco (Bassum, n. 1983)
- Christian Schwegler, ex calciatore svizzero (Ettiswil, n. 1984)
- Chris Short, ex calciatore inglese (Münster, n. 1970)
- Christian Silva, calciatore uruguaiano (Montevideo, n. 1994)
- Christian Sivebæk, ex calciatore danese (Vejle, n. 1988)
- Christian Sorto, calciatore statunitense (Silver Spring, n. 2000)
- Christian Steen, ex calciatore norvegese (Trondheim, n. 1977)
- Christian Strohdiek, ex calciatore tedesco (Paderborn, n. 1988)
- Christian Suárez, calciatore ecuadoriano (Guayaquil, n. 1985)
- Christian Sund, ex calciatore finlandese (Vaasa, n. 1978)
- Christian Supusepa, calciatore olandese (Wormerveer, n. 1989)
- Christian Synaeghel, ex calciatore francese (Leffrinckoucke, n. 1951)
- Christian Sánchez, calciatore peruviano (Callao, n. 1999)
- Christian Sørensen, calciatore danese (Assens, n. 1992)

## T(8)
- Christian Tabó, calciatore uruguaiano (Montevideo, n. 1993)
- Christian Theoharous, calciatore australiano (Melbourne, n. 1999)
- Christian Thielsen Keller, ex calciatore danese (Brørup, n. 1980)
- Christian Thonhofer, calciatore austriaco (Vienna, n. 1985)
- Christian Timm, ex calciatore tedesco (Herten, n. 1979)
- Christian Traoré, ex calciatore danese (Copenaghen, n. 1982)
- Christian Trombini, ex calciatore italiano (Torino, n. 1973)
- Christian Träsch, ex calciatore tedesco (Ingolstadt, n. 1987)

## U(1)
- Christian Obodo, calciatore nigeriano (Warri, n. 1984)

## V(3)
- Christian Vargas, calciatore boliviano (Cochabamba, n. 1983)
- Christian Vieri, ex calciatore italiano (Bologna, n. 1973)
- Christian Vilches, calciatore cileno (Santiago del Cile, n. 1983)

## W(6)
- Christian Walton, calciatore inglese (Truro, n. 1995)
- Christian Weber, ex calciatore tedesco (Saarbrücken, n. 1983)
- Christian Wetklo, ex calciatore tedesco (Marl, n. 1980)
- Christian Wilhelmsson, ex calciatore svedese (Malmö, n. 1979)
- Christian Winiger, ex calciatore svizzero (n. 1945)
- Christian Witzig, calciatore svizzero (Münsterlingen, n. 2001)